# Hydrogénosulfate de césium
L'hydrogénosulfate de césium, ou bisulfate de césium, est un composé chimique de formule CsHSO4. Il se présente sous la forme d'un solide incolore obtenu en faisant réagir du sulfate de césium Cs2SO4 avec de l'acide sulfurique H2SO4. Au-dessus de 141 °C, il s'agit d'un conducteur superionique. Cette conductivité provient de la mobilité élevée des protons de l'hydrogénosulfate. Les études par cristallographie aux rayons X ont montré que la structure cristalline du composé est formée de centres sulfate tétraédriques reliant les cations de césium ; les protons sont liés aux atomes d'oxygène des sulfates.
On connaît trois phases cristallines du CsHSO4, désignées phases I, II et III. Il cristallise selon la phase III à température ambiante, de 21 °C jusqu'à 90 °C. Une transition vers la phase II survient entre 90 et 100 °C ; la phase II existe jusqu'à environ 140 °C, température au-delà de laquelle le matériau cristallise dans la phase I. Les phases III et II sont monocliniques et présentent la conductivité protonique la plus faible. La phase I est tétragonale avec un arrangement des liaisons hydrogène dans le cristal qui favorise la mobilité des protons à travers un cristal de maille plus grande : la conductivité de la phase I croît d'environ quatre ordres de grandeur par rapport aux phases monocliniques, atteignant 10 ms/cm, dix fois supérieure à celle d'une solution aqueuse de chlorure de sodium par exemple. Dans cette structure, le mouvement des tétraèdres SO4 rompt le réseau de liaisons hydrogène, ce qui favorise les transferts de protons. Ce sont ces anions tétraédriques qui sont à l'origine du réarrangement des liaisons hydrogène avec le déplacement des protons.
La conductivité maximum du CsHSO4 pur est de l'ordre de 10 mS/cm, ce qui est trop faible pour des applications pratiques. Cependant, la conductivité en-dessous de la température de transition de phase des composites avec le dioxyde de silicium SiO2, le dioxyde de titane TiO2 et l'alumine Al2O3 est augmentée de quelques ordres de grandeur. Contrairement aux conducteurs protoniques hydratés, l'absence d'eau dans le bisulfate de césium lui confère sa stabilité thermique et électrochimique. Les mesures de la force électromotrice dans une cellule à oxygène humide ont permis de vérifier la nature fortement ionique du CsHSO4 dans sa phase superprotonique.